# الضفيرة الوريدية لباتسون

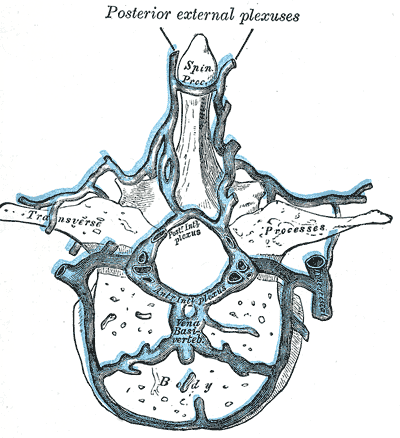
أوردة باتسون

الضفيرة الوريدية لباتسون وتُسمى اختصارًا ضفيرة باتسون أو أوردة باتسون (باللاتينية: plexus Batsoni)، هي شبكةٌ من الأوردة عَديمة الصِّمامات في جسد الإنسان، حيث تربطُ أوردة الحوض العميقة والأوردة الصدرية (تُصرف النهاية السفلية للمثانة والثدي والبروستاتا) مع الضفائر الوريدية الفقرية الغائرة [الإنجليزية]. يُعتقد بأنَّ هذه الضفيرة تُشكل طريقًا لانتشار انبثاثات السرطان؛ وذلك لموقعها وافتقارها للصمامات. تنشأ هذه الانبثاثات عادةً من سرطانٍ في الأعضاء الحوضية، مثل المستقيم والبروستاتا، وقد تنتشر نحو الدماغ والعمود الفقري. سُميت هذه الضفيرة نسبةً لعالم التشريح أوسكار فيفيان باتسون، والذي وصفها لأول مرةٍ عام 1940 ميلاديًا. تُعد ضفيرة باتسون جزءًا من الجهاز الوريدي الدماغي النخاعي [الإنجليزية].
قد تُساعد ضفيرة باتسون على انتشار العدوى بنفس الآلية، حيث قد تنتشر عدوى الجهاز البولي مثل التهاب الحويضة والكلية مسببةً التهاب العظم والنقي في الفقرات. يُشفى التهاب العظم والنقي في هذه الحالات بالتزامن مع شفاء عدوى الجهاز البولي عبر استعمال نفس المضاد الحيوي؛ وذلك لأنَّ هذه العداوى تسبب بها نفس الكائن.